# ماكيتو نيشيهارا
ماكيتو نيشيهارا (باليابانية: 西原 幹人) (10 يونيو 1980 في نارا في اليابان – )؛ هو لاعب كرة قدم كان يلعب كلاعب وسط.